# Тереза Палмер
Тереза Мері Палмер (англ. Teresa Mary Palmer; нар. 26 лютого 1986, Аделаїда, Австралія) — австралійська акторка та модель.

## Життєпис
Народилася в місті Аделаїда 26 лютого 1986 року. Дитинство не було щасливим. З трьох років, після розлучення батьків, жила з тяжко хворою матір'ю, виїжджаючи на канікули до батька на його ферму в прийомну сім'ю.
Закінчивши у 2003 р. міжнародну школу «Mercedes College», Тереза Палмер вирішила присвятити себе кінематографу. У тому ж році вона перемогла на місцевому конкурсі «Пошук Кінозірки». Її першою роботою була роль аніматорки. Вона одягалася як персонажка мультфільму «Strawberry Shortcake» по вихідних для залучення клієнтів в торгові центри поблизу Аделаїди. Палмер також кілька років відвідувала курси акторської майстерності та знімалася в рекламних роликах. Крім цього, вона підробляла в ресторані швидкого харчування «Hungry Jack's» в Rundle Mall і працювала в крамниці з продажу одягу.
Після закінчення школи Палмер отримала дзвінок від її агента щодо кастингу на роль у студентському фільмі «2:37». Режисер побачив кілька її фото на сайті агентства і вирішив запросити її в свій фільм. У 2006 році, на кінофестивалі у Каннах, фільм мав великий успіх, а Терезу Палмер було номіновано на «Australian Film Institute Award» в номінації «Найкраща акторка». Незабаром, після першого успіху, Тереза Палмер підписала контракт з відомим продюсерським агентством William Morris Agency.
Першою її роллю в Голлівуді мала б стати стрічка «Телепорт», але через зміни в сценарії цю роль віддали Рейчел Білсон. Ця ситуація неабияк засмутила Палмер і вона вирішила на деякий час повернутися додому у Аделаїду.
Голлівудський дебют Терези Палмер відбувся у фільмі жахів «Прокляття 2» (2006), де її колегами по знімальному майданчику стали Ембер Темблін та Сара Мішель Геллар. У 2007 році Палмер отримує запрошення на зйомки в австралійській драмі «Грудневі хлопчики», головну роль у якій грає Денієл Редкліфф. У 2008 році акторка була обрана на роль у фільмі «Казки на ніч».
2010 року вийшов фільм «Учень чаклуна» з її участю. Він був знятий за мотивами мультфільму «Фантазія». У фільмі вона зіграла студентку коледжу Беккі Барнс. У цьому ж році Палмер зіграла Торі в комедії «Відвези мене додому», яка вийшла 2011-го року.
2011 року на екрани вийшов «Я номер чотири», де вона грає Номер Шість — одну з дев'яти прибульців, змушених переховуватися на Землі. Її персонажка в цьому фільмі — майстриня бойових мистецтв, яка може ставати невидимою і проходити крізь вогонь. Для зйомок у цьому фільмі вона проходила спеціальний курс підготовки. Фільм є адаптацією першої частини роману, що складається з шести частин. Палмер підписала стандартний контракт на зйомки в трьох фільмах.
У 2012 році вийшов фільм «Не говори нічого» за участю Палмер. Також у 2012 році вона зіграла головну роль у фільмі «Молоді серця».
На початку 2013 року в прокат вийшов фільм «Тепло наших тіл», у якому Палмер виконала головну роль. Ця стрічка розповідає історію жорстокого зомбі на ім'я Ер, який закохується в дівчину Джулі й вирішує зберегти їй життя.
У 2015—2019 знялася в кількох популярних фільмах: «На гребені хвилі», «Вибір», «З міркувань совісті», «Перегони на мільйон» та інші. Від 2020 року виконує головну роль у телесеріалі «Відкриття відьом».

## Фільмографія
| Рік       |   | Українська назва      | Оригінальна назва         | Роль                          |
| --------- | - | --------------------- | ------------------------- | ----------------------------- |
| 2005      | ф | Вовча яма             | Wolf Creek                | учасниця вечірки біля басейну |
| 2006      | ф | 2:37                  | 2:37                      | Мелоді                        |
| 2006      | ф | Прокляття 2           | The Grudge 2              | Ванесса                       |
| 2007      | ф | Грудневі хлопчики     | December Boys             | Люсі                          |
| 2008      | ф | Стриманість           | Restraint                 | Дейл                          |
| 2008      | ф | Казки на ніч          | Bedtime Stories           | Вайолет Ноттінгем             |
| 2010      | ф | Учень чаклуна         | The Sorcerer's Apprentice | Беккі Бернс                   |
| 2011      | ф | Відвези мене додому   | Take Me Home Tonight      | Торі Фредеркін                |
| 2011      | ф | Я номер чотири        | I Am Number Four          | Номер Шість                   |
| 2012      | ф | Не говори нічого      | Wish You Were Here        | Стеф МакКінні                 |
| 2012      | ф | Молоді серця          | Love and Honor            | Кендіс                        |
| 2013      | ф | Тепло наших тіл       | Warm Bodies               | Джулі Ґріджіо                 |
| 2014      | в | Одна мільярдна частка | Parts Per Billion         | Анна                          |
| 2014      | ф | Кат Бенк              | Cut Bank                  | Кассандра                     |
| 2014      | ф | З тих пір             | The Ever After            | Ава                           |
| 2014      | ф | Убий мене тричі       | Kill Me Three Times       | Люсі Вебб                     |
| 2015      | ф | Лицар кубків          | Knight of Cups            | Карен                         |
| 2015      | ф | На гребені хвилі      | Point Break               | Самсара Дітц                  |
| 2016      | ф | Вибір                 | The Choice                | Ґеббі Голланд                 |
| 2016      | ф | Три дев'ятки          | Triple Nine               | Мішель Аллен                  |
| 2016      | ф | Не вимикай світло     | Lights Out                | Ребекка                       |
| 2016      | ф | З міркувань совісті   | The Hacksaw Ridge         | Дороті                        |
| 2017      | ф | Берлінський синдром   | Berlin Syndrome           | Клер                          |
| 2017      | ф | 2:22                  | 2:22                      | Сара                          |
| 2018—2022 | с | Відкриття відьом      | A Discovery of Witches    | Діана Бішоп (25 серій)        |
| 2019      | ф |                       | The Place of No Words     | у ролі самої себе             |
| 2019      | ф | Перегони на мільйон   | Ride Like a Girl          | Мішель Пейн                   |
| 2022      | ф |                       | The Twin                  | Рейчел                        |
| 2023      | с | Галявина              | The Clearing              | Фрея (8 серій)                |
| 2024      | ф | Каскадер              | The Fall Guy              | Іґґі Старр                    |
| 2025      | с | Остання річниця       | The Last Anniversary      | Софі (6 серій)                |
| 2025      | с | Мікстейп              | Mix Tape                  | Елісон Коннор (4 серії)       |